# 織朱實
織 朱實（おり あけみ）は、日本の法学者。専門は、行政法・環境法。上智大学大学院地球環境学研究科教授。上海大学招聘教授、三井化学取締役、製品評価技術基盤機構監事等を歴任。

## 人物・経歴
アメリカ合衆国インディアナ州生まれ。1986年早稲田大学法学部卒業、東京海上火災保険入社。2003年一橋大学大学院法学研究科博士後期課程修了、論文「環境施策におけるリスクコミュニケーションの意義とその制度的構築に向けての考察」で博士（法学）。
2003年関東学院大学法学部助教授。2008年関東学院大学法学部教授。2015年上智大学大学院地球環境学研究科教授。この間、2006年上海大学招聘教授、2006年から2010年まで三井化学社外取締役、201１年から製品評価技術基盤機構監事。
専門は行政法、環境法。環境省中央環境審議会自動車排ガス総合対策小委員会、経済産業省産業構造審議会、国土交通省建設リサイクル推進施策検討小委員会などで委員を歴任。

## 著書
- 『よくわかる廃掃法・リサイクル法・容器包装リサイクル法』日報 1995年
- 『リスクコミュニケーションの最新動向を探る』（関澤純編著）化学工業日報社 2003年
- 『地域環境リスク管理における市民参加・リスクコミュニケーション促進の比較法的研究』関東学院大学 2004年
- 『ロースクール環境法』（松村弓彦,柳憲一郎,荏原明則,小賀野晶一と共著）成文堂 2006年、補訂版2007年、第2版2010年
- 『化学物質管理の国際動向』（監修）化学工業日報社 2008年
- 『環境リスクにかかわる有害物質の共有共同の在り方に関する法学的研究』政府刊行物 2010年
- 『行政法Visual Materials』（高橋滋,磯部哲,薄井一成,大橋真由美,野口貴公美,岡森識晃,小舟賢,服部麻理子,寺田麻佑,周蒨と共著）有斐閣 2014年
- 『ごみから考えるSDGs　未来を変えるために、何ができる？』2020年1月8日発行 PHP研究所

## 出演
- 世界一受けたい授業（2012年12月15日）[6]